# Szczawnik (dopływ Pełcznicy)
Szczawnik (Soliczanka) – potok, lewostronny dopływ Pełcznicy o długości 13,87 km i powierzchni zlewni 26,80 km²
Potok wypływa z północnych stoków Chełmca. Oddziela masyw Chełmca od wzgórz na obszarze Wałbrzycha (Wzgórze Gedymina). Źródła potoku znajdują się na zachód od dzielnicy Biały Kamień na wysokości około 553 m n.p.m.
W zlewni potoku nieznaczny jest procent użytków rolnych, z których większość stanowią użytki zielone. Część zlewni jest zalesiona, powierzchnia lasów wynosi około 40%. Przepuszczalność gruntu ze względu na płytki poziom zalegania skał głównie pochodzenia krystalicznego jest niewielka. Szczawnik jest odbiornikiem wód prowadzonych kanalizacją deszczową z dzielnic Wałbrzycha: Biały Kamień, Konradów, Piaskowa Góra oraz Podzamcze a także całej gminy Szczawno-Zdrój.